# Heart (sång av Pet Shop Boys)
Heart är en låt av den brittiska duon Pet Shop Boys. Låten skrevs ursprungligen 1986 och var tänkt att erbjudas till Madonna eller Hazell Dean, men till slut spelade duon själva in den.  Låten är en rättfram kärlekssång, vilket är ovanligt för att vara Pet Shop Boys. 
Heart nådde förstaplatsen på den brittiska singellistan 1988. Den blev även etta i Tyskland och Schweiz. Den är inkluderad på albumet Actually.

## Källa
- Heart, Songfacts.com